# 긴꼬리플라니갈레
긴꼬리플라니갈레 또는 북부플라니갈레(Planigale ingrami)는 주머니고양이과에 속하는 유대류의 일종이다. 유대류 중에서 가장 작을뿐만아니라 모든 포유류 중에서도 가장 작은 종이다. 희귀종이지만, 흑색토 평원과 점토 삼림 그리고 오스트레일리아 톱 랜드 지역의 계절성 홍수림 초원의 서식지에서는 상당히 흔하게 발견된다.